# Elatostema belense
Elatostema belense är en nässelväxtart som beskrevs av Perry. Elatostema belense ingår i släktet Elatostema och familjen nässelväxter. Inga underarter finns listade i Catalogue of Life.